# The Touch of a Child (film 1918)
The Touch of a Child  è un film muto del 1918 diretto da Cecil M. Hepworth.

## Trama
Un capitano giura di uccidere l'uomo che gli ha ucciso il fratello in duello, ma viene fermato nei suoi propositi dal suo bambino.

## Produzione
Il film fu prodotto dalla Hepworth.

## Distribuzione
Distribuito dalla Moss, il film uscì nelle sale cinematografiche britanniche nel marzo 1918.
Si pensa che sia andato distrutto nel 1924 insieme a gran parte degli altri film della Hepworth. Il produttore, in gravissime difficoltà finanziarie, pensò in questo modo di poter almeno recuperare l'argento dal nitrato delle pellicole.